# Inline-skaten op de Wereldspelen 2022
Inline-skaten stond op het programma van de Wereldspelen 2022 in het Amerikaanse Birmingham (Alabama). Het was de elfde keer dat de sport op het programma van de Wereldspelen stond en de zeven keer dat inline-skates werden gebruikt in plaats van de traditionele rolschaatsen.
De Wereldspelen vonden plaats van 7 tot en met 17 juli 2017, het inline-skaten vond plaats van 8 tot en met 11 juli.

## Programma
Hieronder is het programma weergegeven voor dit toernooi. Op het programma stonden voor mannen en vrouwen negen afstanden.
| Piste   | Piste                                             | Piste                                             |
| Datum   | Mannen                                            | Vrouwen                                           |
| ------- | ------------------------------------------------- | ------------------------------------------------- |
| 8 juli  | 10.000m Punten-afvalrace 500m Sprint 200m Tijdrit | 10.000m Punten-afvalrace 500m Sprint 200m Tijdrit |
| 9 juli  | 1000m Sprint                                      | 1000m Sprint 10.000m Afvalrace                    |
| 10 juli | 10.000m Afvalrace                                 |                                                   |
| Weg     |                                                   |                                                   |
| Datum   | Mannen                                            | Vrouwen                                           |
| 10 juli | 100m Sprint 10.000m Puntenkoers                   | 100m Sprint 10.000m Puntenkoers                   |
| 11 juli | 15.000m Afvalrace 1 Ronde Sprint                  | 15.000m Afvalrace 1 Ronde Sprint                  |

## Medailles
| Piste                      | Piste          | Piste           | Piste             |
| Afstand                    | Goud ·         | Zilver ·        | Brons ·           |
| -------------------------- | -------------- | --------------- | ----------------- |
| 200 m Tijdrit              | Duccio Marsili | Andrés Jiménez  | Yvan Sivilier     |
| 500 m Sprint               | Andrés Jiménez | Duccio Marsili  | Kuo Li-yang       |
| 1000m Sprint               | Duccio Marsili | Ricardo Verdugo | Bart Swings       |
| 10.000m Punten-/afvalkoers | Bart Swings    | Martin Ferrie   | Nils Buhnemann    |
| 10.000m Afvalkoers         | Bart Swings    | Daniel Zapata   | Giuseppe Bramante |

| Weg                 | Weg            | Weg           | Weg             |
| Afstand             | Goud ·         | Zilver ·      | Brons ·         |
| ------------------- | -------------- | ------------- | --------------- |
| 100m Tijdrit        | Jorge Martinez | Kuo Li-yang   | Duccio Marsili  |
| Lap Sprint          | Duccio Marsili | Yvan Sivilier | Simon Albrecht  |
| 10.000m Puntenkoers | Bart Swings    | Daniel Zapata | Mike Paez       |
| 15.000m Afvalkoers  | Bart Swings    | Martin Ferrie | Francisco Peula |

### Vrouwen
| Piste                      | Piste             | Piste                | Piste           |
| Afstand                    | Goud ·            | Zilver ·             | Brons ·         |
| -------------------------- | ----------------- | -------------------- | --------------- |
| 200 m Tijdrit              | Geiny Pajaro      | Asja Varani          | Chen Ying-chu   |
| 500 m Sprint               | Laethisia Schimek | —                    | —               |
| 1000m Sprint               | Johana Viveros    | Angy Quintero        | Gabriele Vargas |
| 10.000m Punten-/afvalkoers | Johana Viveros    | Marine Lefeuvre      | Gabriele Vargas |
| 10.000m Afvalkoers         | Johana Viveros    | Alejandra Traslavina | Gabriele Vargas |

| Weg                 | Weg             | Weg                | Weg             |
| Afstand             | Goud ·          | Zilver ·           | Brons ·         |
| ------------------- | --------------- | ------------------ | --------------- |
| 100m Tijdrit        | Geiny Pajaro    | Chen Ying-chu      | Asja Varani     |
| Lap Sprint          | Nerea Langa     | Mathilde Pedronno  | Chen Ying-chu   |
| 10.000m Puntenkoers | Gabriele Vargas | Johana Viveros     | Marine Lefeuvre |
| 15.000m Afvalkoers  | Johana Viveros  | Valentina Letelier | Marine Lefeuvre |

### Medaillespiegel
| Plaats | Land           | Goud | Zilver | Brons | Totaal |
| 1      | Colombia       | 7    | 4      | 0     | 11     |
| 2      | België         | 4    | 0      | 1     | 5      |
| 3      | Italië         | 3    | 2      | 3     | 8      |
| 4      | Mexico         | 1    | 1      | 1     | 3      |
| 5      | Ecuador        | 1    | 0      | 3     | 4      |
| 6      | Duitsland      | 1    | 0      | 2     | 3      |
| 7      | Spanje         | 1    | 0      | 1     | 2      |
| 8      | Frankrijk      | 0    | 5      | 3     | 8      |
| 9      | Chinees Taipei | 0    | 2      | 3     | 5      |
| 10     | Chili          | 0    | 2      | 0     | 2      |
| 11     | Venezuela      | 0    | 1      | 0     | 1      |
| Totaal | Totaal         | 18   | 17     | 17    | 52     |

Santa Clara 1981 · 
Londen 1985 · 
Karlsruhe 1989 · 
Den Haag 1993 · 
Lahti 1997 · 
Akita 2001 · 
Duisburg 2005 · 
Kaohsiung 2009 · 
Cali 2013 · 
Wrocław 2017 · 
Birmingham 2022